# Escuela Superior de Arte Dramático (España)
En España, una Escuela Superior de Arte Dramático (ESAD) es un centro educativo integrado en las Enseñanzas Artísticas Superiores (EEAASS) que imparte estudios teatrales en Interpretación, Escenografía y Dirección de Escena y Dramaturgia.

## Normativa
Las enseñanzas artísticas se regulan en España según Real Decreto 1614/2009 y otorgan el título de grado. En febrero de 2012, sin embargo, el Tribunal Supremo, a instancias del recurso interpuesto por la Universidad de Granada, anula la legitimidad de las enseñanzas artísticas superiores para expedir el título de grado, legitimidad que, según la Constitución española, solo poseen las Universidades. La entrada en vigor de la LOMLOE, según reza el artículo cuarenta y tres, devuelve el título expedido por las enseñanzas artísticas al grado. Así, por tanto, quienes superen las Enseñanzas Artísticas Superiores de Arte Dramático obtienen «el Título de Grado en Enseñanzas Artísticas Superiores de Arte Dramático en la especialidad que corresponda, que será equivalente, a todos los efectos, al título universitario de grado».
En 2024 se aprueba la Ley 1/2024, de 7 de junio, por la que se regulan las enseñanzas artísticas superiores y se establece la organización y equivalencias de las enseñanzas artísticas profesionales. La aprobación y promulgación de esta ley supone un hito destacado en la historia de las enseñanzas artísticas superiores en España, en tanto que regula y otorga plena categoría de enseñanzas superiores. Al igual que ocurriera con el Real Decreto 1614/2009, la Conferencia de Rectores de las Universidades Españolas expresó sus objeciones a la Ley 1/2024.

## Planes de estudio
Existen tres especialidades de Arte Dramático y algunas de ellas cuentan con diferentes itinerarios o recorridos específicos.

### Interpretación
Centrada en la formación de actores y actrices. En la especialidad de Interpretación existen cuatro itinerarios: Interpretación textual, centrado en la formación de intérpretes cuya herramienta fundamental de expresión es la palabra hablada, Interpretación gestual, para intérpretes cuya herramienta básica de expresión es el cuerpo, Interpretación musical, para intérpretes cuya herramienta primordial es la palabra cantada e Interpretación objetual, para intérpretes que fundamenten en la manipulación de objetos su expresividad artística.

### Escenografía
Centrada en la formación de escenógrafos y diseñadores de vestuario.

### Dirección de Escena y Dramaturgia
Para esta especialidad existen dos itinerarios: Dirección escénica, centrada en la formación de directores de escena, y dramaturgia, centrada en la formación de dramaturgos y dramaturgistas.

## Centros que imparten enseñanzas de arte dramático
En España existen quince Escuelas Superiores de Arte Dramático reconocidas oficialmente por el Ministerio de Educación y que expiden una titulación homologada a nivel europeo.

### En Andalucía
- Escuela Superior de Arte Dramático de Córdoba. Fundada en 1981. Imparte las especialidades de Interpretación y Escenografía.
- Escuela Superior de Arte Dramático de Málaga. Fundada en 1947. Imparte las especialidades de Interpretación Textual y musical, Dirección de Escena y Dramaturgia.
- Escuela Superior de Arte Dramático de Sevilla. Fundada en 1933. Imparte las especialidades de Interpretación y Escenografía.

- Escuela Superior de Artes Escénicas de Málaga. Centro privado. Imparte la especialid de Interpretación en el musical.

### En Asturias
- Escuela Superior de Arte Dramático de Asturias. Fundada en 2003. Imparte la especialidad de Interpretación.

### En Canarias
- Escuela de Actores de Canarias. Fundada en 1975. Imparte las especialidades de Interpretación y Dirección de Escena y Dramaturgia.

### En Castilla-La Mancha
- Escuela Superior de Arte Dramático de Castilla-La Mancha. Fundada en 2022. Imparte la especialidades de Interpretación.

### En Castilla y León
- Escuela Superior de Arte Dramático de Castilla y León. Fundada en 2006. Imparte las especialidades de Interpretación y Dirección de Escena y Dramaturgia.

### En Cataluña
- Instituto del Teatro. Fundado en 1913. Imparte las especialidades de Interpretación, Escenografía y Dirección de Escena y Dramaturgia.
- Eòlia ESAD. Fundada en 2000. Imparte las especialidades de Interpretación y Dirección de Escena y Dramaturgia.

### En la Comunidad Valenciana
- Escuela Superior de Arte Dramático de Valencia. Fundada en 1982.[6] Imparte las especialidades de Interpretación, Dirección de Escena y Dramaturgia y Escenografía.

### En Extremadura
- Escuela Superior de Arte Dramático de Extremadura. Fundada en 2009. Imparte las especialidades de Dirección de Escena y Dramaturgia e Interpretación.

### En Galicia
- Escola Superior de Arte Dramática de Galicia. Fundada en 2005. Imparte las especialidades de Interpretación, Escenografía y Dirección de Escena y Dramaturgia.

### En Islas Baleares
- Escuela Superior de Arte Dramático de las Islas Baleares. Fundada en 2006. Imparte la especialidad de Interpretación.

### En Madrid
- Real Escuela Superior de Arte Dramático de Madrid. Fundada en 1831. Imparte las especialidades de Interpretación, Escenografía, Dirección de Escena y Dramaturgia.

### En Murcia
- Escuela Superior de Arte Dramático de Murcia. Fundada en 1918. Imparte las  especialidades de Interpretación y Dirección de Escena y Dramaturgia.

### En País Vasco
- Dantzerti - Escuela Superior de Arte Dramático y Danza de Euskadi. Fundada en 2015.